# جین کدرکوییست
جین کدرکوییست (به انگلیسی: Jane Cederqvist) (زادهٔ ۱ ژوئیهٔ ۱۹۴۵) شناگر اهل سوئد است.